# 6826 Лавуазьє
6826 Лавуазьє (6826 Lavoisier) — астероїд головного поясу, відкритий 26 вересня 1989 року.
Тіссеранів параметр щодо Юпітера — 3,283.